# The Siege of Belgrade

The Siege of Belgrade est un opéra comique en trois actes, composé principalement par Stephen Storace sur un livret en anglais de James Cobb (en). Il comprend des pièces de Mozart, Salieri, Paisiello et Martini et de fait est considéré comme un opéra pasticcio ainsi qu'un Singspiel en anglais car il contient un dialogue parlé. Il est créé le 1er janvier 1791 au Theatre Royal, Drury Lane à Londres avec beaucoup de succès, avec la participation de nombre de célèbres chanteurs et comédiens de l'époque tels que les sopranos Nancy Storace et Anna Maria Crouch, le ténor Michael Kelly ainsi que des acteurs shakespeariens (dans les rôles parlés) comme John Bannister (en) et Richard "Dicky" Suett (en).

## Rôles
Rôles et interprètes de la première à Londres le 1er janvier 1791:
Hommes
- Saraskier, chef des forces turques (ténor) – Mr. Kelly
- Colonel Cohenberg, commandant autrichien (rôle parlé) – Mr. Palmer
- Krohnfeldt (rôle parlé?) – Mr. R. Palmer
- Ismael, Commissaire de Saraskier et Yuseph (baryton) – Mr. Fox
- Yuseph, kadi turc (ténor) – Mr. Suett
- Leopold, paysan serbe, amoureux de Lilla (ténor) – Mr. Bannister
- Peter, paysan serbe, frère de Lilla et amoureux de Ghita (ténor) – Mr. Dignum
- Anselm, paysan serbe (baryton) – Mr. Cook (plus tard Mr. Sedgewick)
- Michael (rôle parlé) – Mr. Hollingsworth
- Soldier (rôle parlé) – Mr. Dubois

Femmes
- Lilla, paysanne serbe, sœur de Peter (soprano) – Signora Storace
- Catherine, épouse du colonel Cohenberg (soprano) – Mrs. Crouch
- Ghita, paysanne serbe (soprano) – Mrs. Bland
- Fatima (rôle parlé) – Miss Hagley

Soldats, gardes, paysans, etc.

## Morceaux remarquables
- When justice claims the victim due (acte 1, trio pour le Seraskier, Lilla et Ghita), à l'origine chanté par Michael Kelly, Nancy Storace et Mme Bland
- Domestic peace, my soul's desire (acte 3, aria de Lilla), chanté à l'origine par Nancy Storace